# Kerygma chaofaa
Kerygma chaofaa är en insektsart som beskrevs av Irena Dworakowska 1995. Kerygma chaofaa ingår i släktet Kerygma och familjen dvärgstritar.
Artens utbredningsområde är Brunei. Inga underarter finns listade i Catalogue of Life.